# 伊犁小檗
伊犁小檗（学名：Berberis iliensis）是小檗科小檗属的植物。分布于哈萨克斯坦以及中国大陆的新疆等地，生长于海拔630米至2,000米的地区，多生长在草坡、河滩沙地、路边、干燥地及田边，目前尚未由人工引种栽培。